# Creston, British Columbia
Creston är en ort i Kanada.   Den ligger i provinsen British Columbia, i den södra delen av landet, 3 100 km väster om huvudstaden Ottawa. Creston ligger 647 meter över havet och antalet invånare är 4 816.
Terrängen runt Creston är varierad. Runt Creston är det mycket glesbefolkat, med 2 invånare per kvadratkilometer.. Det finns inga andra samhällen i närheten.
Omgivningarna runt Creston är en mosaik av jordbruksmark och naturlig växtlighet.